# Kralitzer Bibel

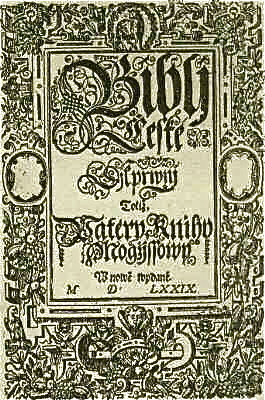
Titelblatt

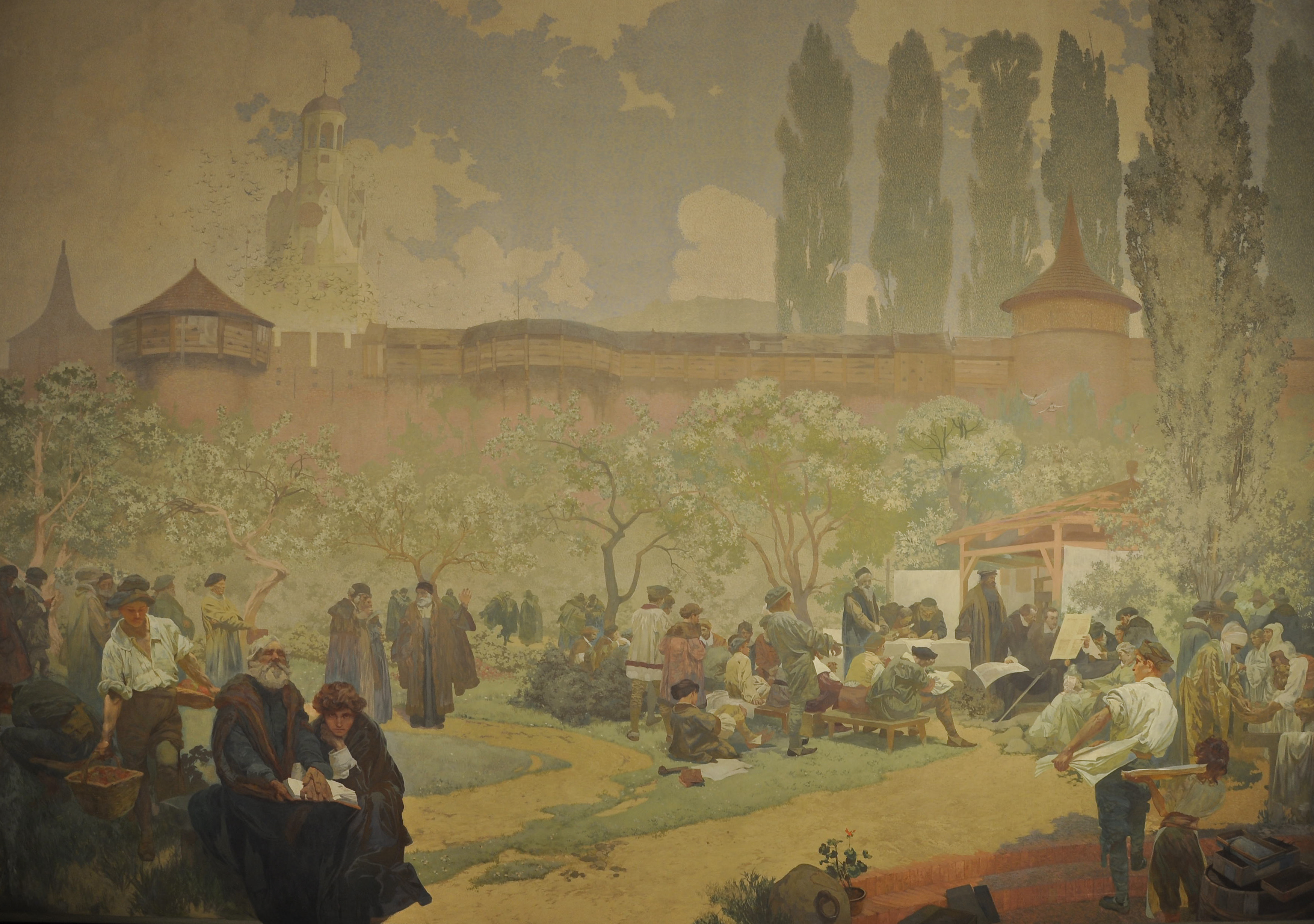
Der Druck der Kralitzer Bibel (Bild von 1914 aus dem Slawischen Epos von Alfons Mucha)

Die Kralitzer Bibel (tschechisch Bible kralická) ist die bekannteste Bibelübersetzung des Alten und Neuen Testaments ins Tschechische. Sie wurde in der zweiten Hälfte des 16. Jahrhunderts in Kralitz in Südmähren gedruckt.
Die aus den Ursprachen Hebräisch und Griechisch während der Reformation ins Tschechische übersetzte und mit einem Kommentar versehene Kralitzer Bibel bildete bis Anfang des 19. Jahrhunderts die Grundlage für die Beschäftigung mit der tschechischen Sprache.

## Geschichte

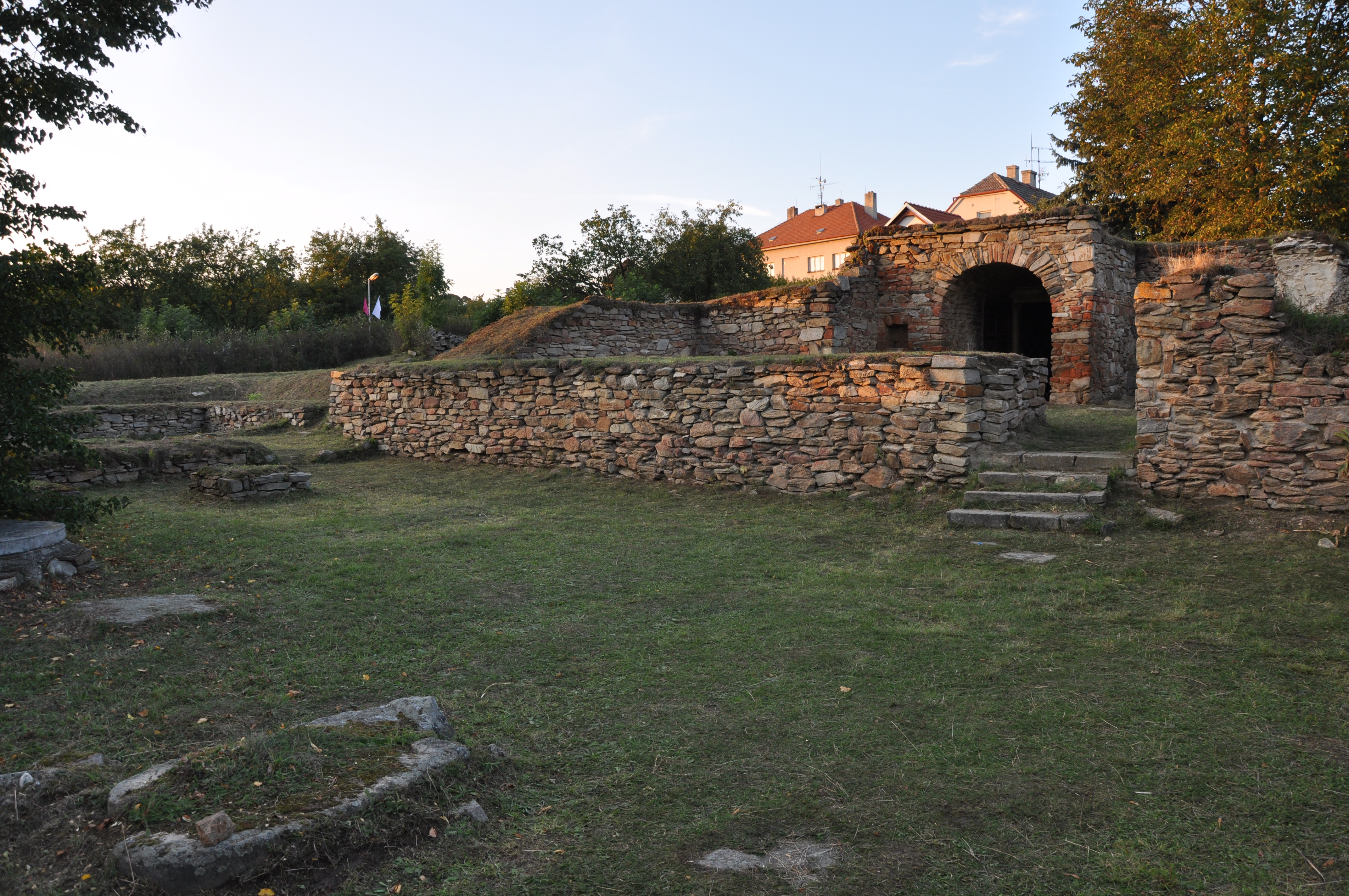
Kralitzer Feste

Die Kralitzer Bibel entstand in den Jahren 1579 bis 1593, nachdem bereits 1564 die von Brüderbischof Jan Blahoslav erstellte Übersetzung des Neuen Testaments erschienen war. Sie zeichnet sich durch besondere Sorgfalt aus. Die gesamte Kralitzer Bibel besteht aus sechs Bänden, wobei die Bände I bis V die Bücher des Alten Testaments umfassen. Der Band VI der Kralitzer Bibel wurde 1593 gedruckt und enthält das Neue Testament, das auf der Übersetzung Blahoslavs beruht, die erstmals 1564 und in zweiter Auflage 1568 erschienen war. Den Druck der Kralitzer Bibel besorgte Zachariáš Solín.
Benannt wurde die Kralitzer Bibel nach ihrem Entstehungsort Kralitz, das mit der Feste und dem nach 1540 errichteten Schloss 1572 von dem mährischen Oberstlandrichter Johann d. Ä. von Žerotín († 1583) erworben wurde, der es mit seiner Herrschaft Namiest verband. Johann d. Ä. Žerotín war ein Förderer der Böhmischen Brüder und stellte ihnen die Kralitzer Feste zur Verfügung.
Bischof Jan Blahoslav, dessen Anliegen es war, die Bibel und andere Texte in der Volkssprache zu publizieren, hatte 1562 in Eibenschütz eine Priesterschule und eine Geheimdruckerei gegründet. Dort übersetzte er eigenhändig das Neue Testament, das erstmals 1564 unter dem Titel „Nový zákon (z jazyku řeckého) vnově do češtiny přeložený Léta Páně 1564 v Ivančicích“ erschien. Vier Jahre später folgte die zweite Auflage (secunda editio diligenter recognita anno 1568). Im Jahre 1578 verlegten die Bischofsbrüder die Druckerei schließlich auf die Kralitzer Feste.
Bei seinem Tod 1571 hinterließ Bischof Blahoslav umfangreiches Übersetzungsmaterial zum Alten Testament. Sein Nachfolger, Bischof Ondřej/Andreas Štefan, koordinierte die weiteren Arbeiten am Alten Testament, an denen mehrere Mitarbeiter beteiligt waren und die in der Folgezeit ab 1579 als Bände I bis V erschienen. Das Neue Testament wurde auf Grundlage der Übersetzung Blahoslavs von den Brüdersenioren Jan Němčanský (Johannes Niemczanius) bzw. Zacharias/Zachariáš Ariston redigiert und schließlich 1593 als Abschlussband VI neu herausgegeben.

## Gedenken
Neben der ehemaligen Feste in Kralice befindet sich ein Museum über die Geschichte der Brüderunität und der Kralitzer Brüder-Druckerei, die bis 1622 bestand.
Ein Faksimile der Kralitzer Bibel erschien 1995 unter der Schirmherrschaft des damaligen tschechischen Staatspräsidenten Václav Havel im Verlag Ferdinand Schöningh in Paderborn. Sie wurde von Hans Rothe und Friedrich Scholz unter Mitarbeit von Christian Hannick und Ludger Udolph herausgegeben. Sie ist Teil eines Projekts von 1983, das eine Reihe wichtiger historischer Bibeltexte mit wissenschaftlichen Kommentaren des slawischen Sprachraums umfasst. 2009 wurde auf der Grundlage der Kralitzer Bibel die Bible 21 (Nová Bible kralická) von der Stiftung Neue Kralitzer Bibel herausgegeben.